# Papilionanthe teres

## Papilionante Teres

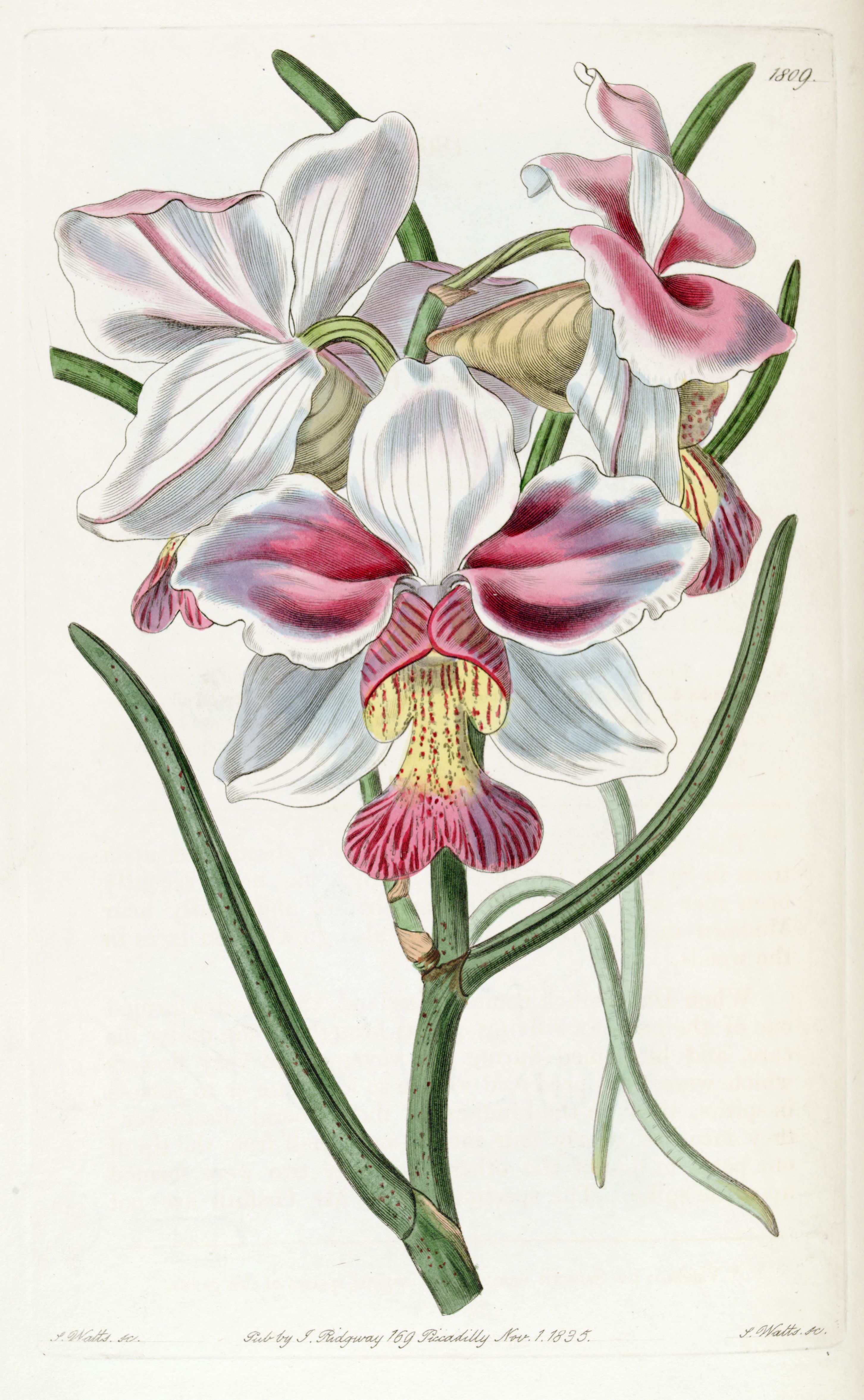

Anteriormente colocado no gênero Vanda, a Papilionante Teres originou um novo gênero, e passou a ser classificada como uma espécie do gênero Papilionanthe.

## Descrição
A Papilionante Teres é uma orquídea monopodial grande, podendo alcançar até 2m nos trópicos, particularmente em Cingapura, onde é amplamente cultivada. Produz uma única haste no início do seu crescimento, mas geralmente muitos caules são formados nas axilas das folhas. Estes caules são curtos, estreitos, cilíndricos, se diferindo da maioria das orquídeas, mesmo sem flores. Produz muitas raízes aéreas. A floração ocorre no verão. O scape tem cerca de cinco flores. As flores tem cerca de cinco centímetros, as pétalas e sépalas são rosa pálido. O lábio é dobrado sobre as bordas para a base e depois vai em forma de triângulo rosa profundo até a base, com a parte interna amarelo.

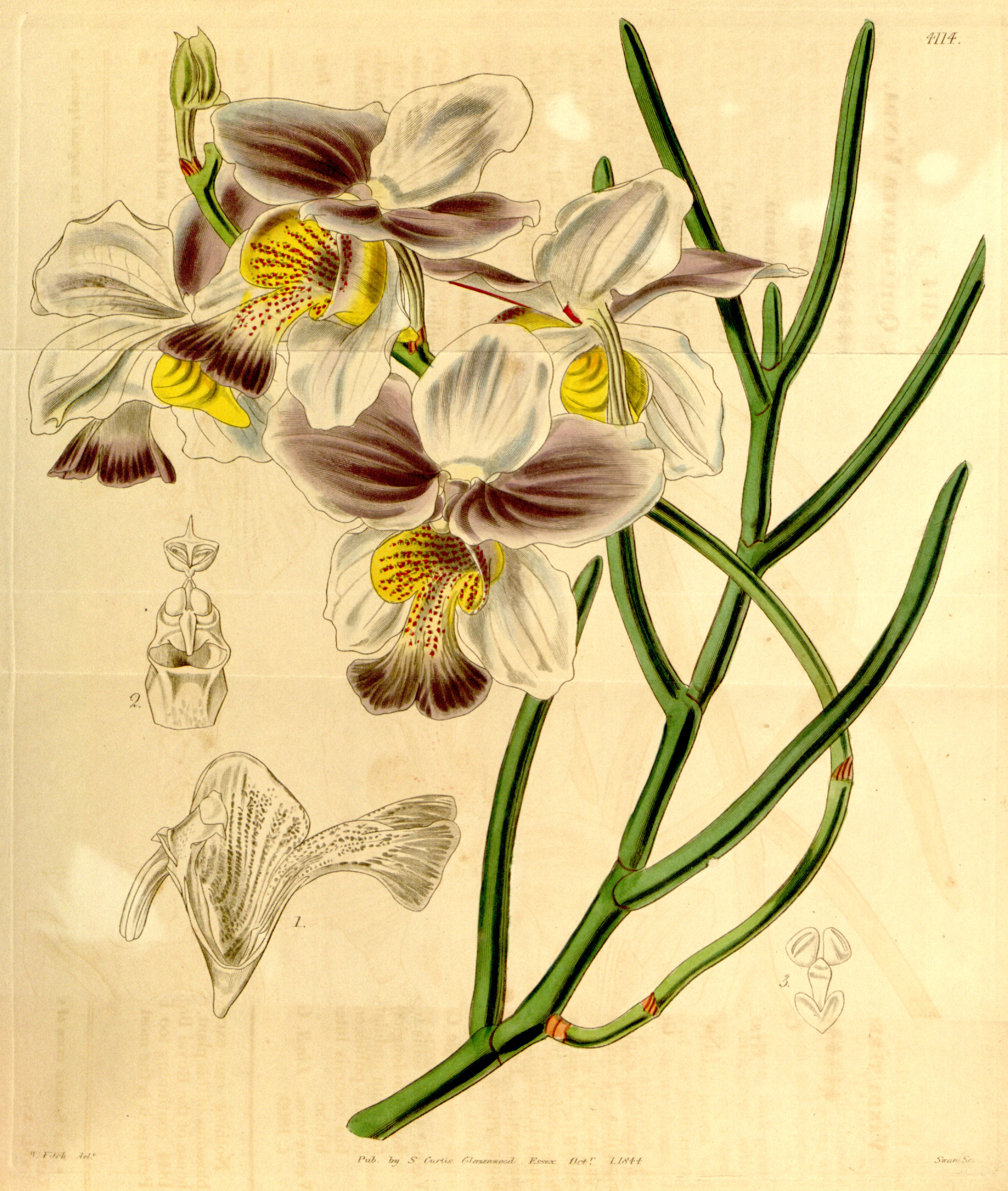

## Nome
Papilionanthe teres (Roxb.) Schltr., 1915

## Sinônimo
- Vanda teres Roxb.

Statut CITES
 Annexe II , Rév. du 01/07/75